# Podwójne buforowanie
Podwójne buforowanie (ang. double buffering) – technika programistyczna lub funkcja sprzętowa polegająca na tworzeniu w pamięci dwóch buforów o tym samym rozmiarze do przechowywania obrazów, które mają być wyświetlone na monitorze komputera.
Obraz z jednego z buforów jest przenoszony, za pomocą instrukcji przenoszenia, w całości i bezpośrednio do pamięci obrazu karty graficznej, a w tym czasie w drugim buforze jest rysowana kolejna klatka animacji. Podwójne buforowanie podwaja liczbę pamięci potrzebnej karcie graficznej przy renderowaniu obrazu o określonej rozdzielczości, eliminuje za to postrzępiony obraz, spowodowany rysowaniem kolejnej klatki, zanim poprzednia zostanie narysowana (tzw. "artefakty", ang."screen tearing")